# Et tu, Brute?
"Et tu, Brute?" ("Også du, Brutus?") er en latinsk sætning tilskrevet Julius Cæsar som hans sidste ord. De bruges om en forræderisk handling.
Den 15. marts 44 f.Kr. blev Cæsar angrebet af en gruppe romerske senatorer. Heriblandt Marcus Junius Brutus, senator og Cæsars adoptivsøn. Da Cæsar opdagede Brutus, skulle han have sagt de berømte ord.
Oldtidens historikere har forskellige udlægninger af Cæsars sidste ord. Plutarch skriver: han døde uden at sige noget og trak kun sin toga over hovedet, da han så Brutus. Sveton anfører hans sidste ord som "Καὶ σὺ τέκνον;" (Kai su, teknon?) som på græsk betyder "Også dig, mit barn"
Sætningen Et tu, Brute? stammer fra William Shakespeares drama om Julius Cæsar (Julius Cæsar, 3. akt, 1. scene)